# Can Palol
Can Palol o Mas Palol és un monument del municipi de Sant Gregori (Gironès) inclòs en l'Inventari del Patrimoni Arquitectònic de Catalunya. És una masia de planta rectangular desenvolupada en planta baixa, pis i golfes. La coberta és de teula àrab a quatre vessants. Les parets portants són de maçoneria, arrebossada a les façanes deixen a la vista els carreus de les obertures i les cantonades. La porta principal és emmarcada per dovelles que formen un arc de mig punt. Sobre la porta hi ha una finestra amb motius religiosos a la llinda. Les tres finestres del pis tenen la llinda i els brancals fets amb carreus bisellats i l'ampit és de pedra emmotllurades. L'interior s'estructura amb tres crugies perpendiculars a la façana principal. Els sostres són fets amb bigues de fusta, mentre el de la cuina és de volta de pedra. A les façanes laterals hi ha cossos annexes pel servei. A la dovella central de la porta d'accés hi ha el cisellat l'any 1681 a més d'un motiu religiós. A les llindes interiors hi figura l'any 1682.